# 阿用村
阿用村（あようむら）は、島根県大原郡にあった村。現在の雲南市大東町東阿用、大東町下阿用、大東町上久野、大東町下久野、大東町川井、大東町岡村にあたる。

## 地理
- 河川：阿用川[1]

## 歴史
- 1889年（明治22年）4月1日、町村制の施行により、大原郡東阿用村、阿用下分村、上久野村、下久野村、川井村、岡村が合併して村制施行し、阿用村が発足[1][2]。
- 1928年（昭和3年）阿用郵便取扱所（現:大東久野郵便局）開設[1]。
- 1951年（昭和26年）4月1日、大原郡大東町、春殖村、幡屋村、佐世村と合併し大東町が存続して廃止された[1][2]。

### 地名の由来
『出雲国風土記』の記載による。一つ目の鬼に食われた男が、自分の両親も鬼に発見されるのを嘆き「動々（あよあよ）」といったことを阿欲（あよ）と記し、神亀3年（726年）に阿用と改めた。

## 産業
- 農業、畜産、製炭、ミツマタ栽培[1]